# عصب حجابي
العصب الحجابي هو عصب ينشأ في الرقبة من القطعة العنقية الثالثة حتى الخامسة من الحبل الشوكي ثم يتجه إلى الأسفل بين القلب والرئتين لكي يصل إلى الحجاب الحاجز. يلعب العصب دوراً مهما في عملية التنفس حيث ينقل معلومات حركية إلى الحجاب الحاجز ويستقبل معلومات حسية منه. ويوجد عصبان حجابيان.
ينشأ العصب الحجابي في الأساس من العصب الرقبي الشوكي الرابع ولكنه يستقبل أيضاً مساهمات من الأعصاب العنقية الثالث والخامس في البشر، وبالتالي يستقبل العصب الحجابي امدادات من كلِِ من الضغيرة العضدية والضفيرة العنقية.
يحتوي العصب الحجابي على ألياف عصبية حركية، حسية ووديَّة. ويعد العصبان الحجابيان المصدر الوحيد للإمداد العصبي الحركي للحجاب الحاجز وأيضاً المصدر الوحيد للإحساس للوتر المركزي للحجاب.

## التركيب
يتجه العصب الحجابي للأسفل بصورة مائلة مع الوريد الوداجي الباطن، ويكون غائراً لللفافة أمام الفقرية والشريان المستعرض الرقبي والشريان فوق الكتف.
على اليسار، يعبر العصب الحجابي أمام الجزء الأول من الشريان تحت الترقوة، أما العصب الحجابي الأيمن فيقع أمام العضلة الأخمعية الأمامية ويعبر أمام الجزء الثاني من الشريان تحت الترقوة.

## الوظيفة
يقوم كلا العصبين بإمداد الحجاب الحاجز بألياف عصبية حركية وإمداد التامور الليفي، الصفاق الذي يبطن الحجاب الحاجز والجنبة بألياف حسية.
بعض المصادر أتت على ذكر بأن العصب الحجابي الأيمن يقوم بتغذية الحويصلة الصفراوية، بينما البعض الآخر لم يذكر ذلك مطلقاً.

## الأهمية الطبية

شلل العصب الحجابي الأيسر(كما هو موضح بواسطة التَنْظيرٌ التَأَلُّقِيّ)، الشهيق القسري مع غلق الفم يؤدي إلى ارتفاع متناقض للحجاب الحاجز الأيسر المشلول بينما الجانب الأيمن السليم يتحرك لأسفل.

الألم الناتج عن الأعضاء التي يتم امدادها عصبياً بواسطة العصب الحجابي في الغالب ينقل الإحساس به لمناطق أخرى تتعصب من الأعصاب العنقية من 3-5.على سبيل المثال، الخراج تحت الحجاب، أسفل الحجاب الحاجز الأيمن من الممكن أن يؤدي إلى الشعور بأم في الكتف الأيمن.
تهييج العصب الحجابي أو الأنسجة التي يغذيها، يؤدي إلى حدوث الفواق. الفواق هو عبارة عن انقباضات تشنجية في الحجاب الحاجز مما يؤدي إلى سحب الهواء في مقابل حنجرة منغلقة.
أثناء جراحة الصدر يجب التعرف على العصب الحجابي والحفاظ عليه.
أثناء عملية زراعة الكبد من الممكن جرح العصب الحجابي بواسطة ملقاط الوريد الأجوف السفلي. قطع العصب الحجابي أو استئصال الحجاب، يؤدي إلى شلل نصف الحجاب الحاجز. تخطيط الموجات الصوتية هو أفضل طريقة لإظهار شلل الحاجز. سيكون من الصعب التنفس ولكنه سيستمر طالما النصف الأخر ما زال سليماً.
إصابات النخاع الشوكي أسفل العنق لن تؤثر على تنفس المريض لأن العصب ينشأ من العنق.

## صور إضافية

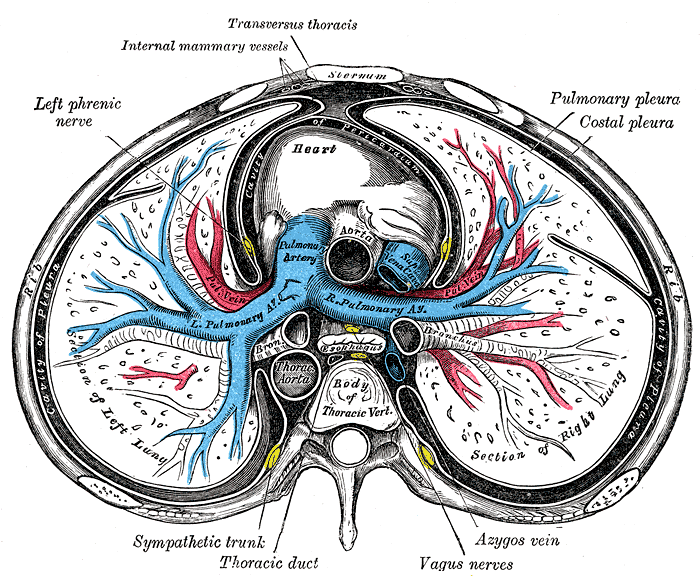
مقطع عرضي في الصدر،, showing relations of pulmonary artery.
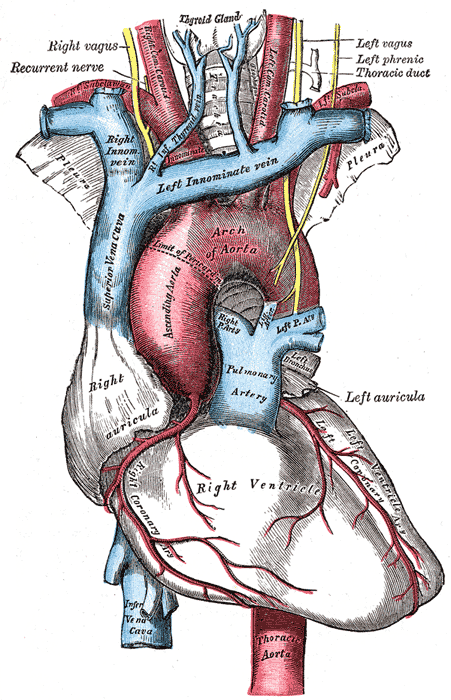
قوس الأبهر وفروعه.
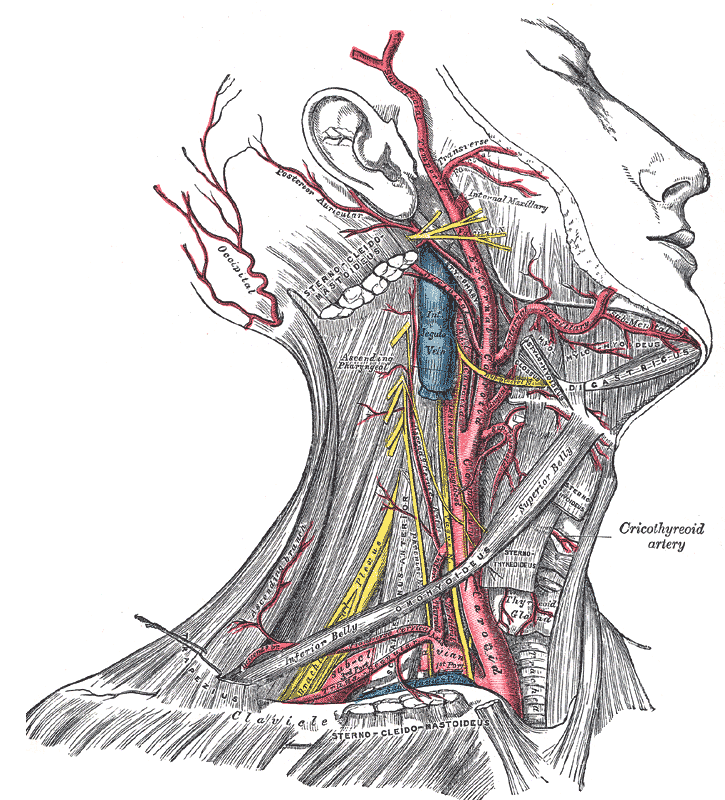
تشريح سطحي للجانب الأيمن من العنق, يظهر الشريان السباتي الأصلي والشريان تحت الترقوة.
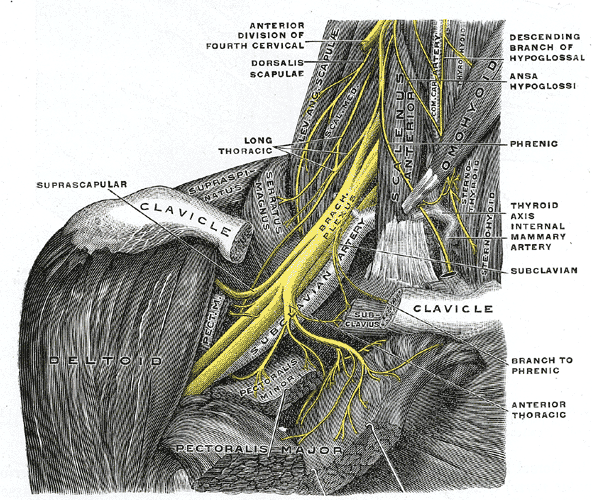
الضفيرة العضدية اليمني وفروعها القصيرة كا تظهر من الأمام.